# Казимерская ратуша

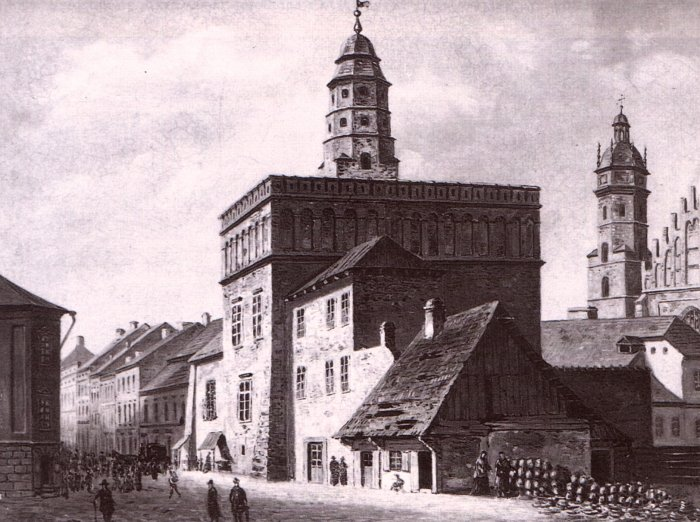
Казимерская ратуша. Литография Александра Грыглевского, 1876 год

Кази́мерская ратуша (пол. Kazimierski ratusz) — исторический и архитектурный памятник, находящийся в краковском историческом районе Казимеж на площади Вольницы, 1. Здание внесено в реестр охраняемых памятников Малопольского воеводства. В настоящее время в здании находится краковский Этнографический музей.

## История
В 1335 году на основе привилея польского короля Казимира III населённый пункт, который располагался на правом берегу Вислы, получил статус города. Этот город получил наименование Казимеж в честь короля Казимира III. Привилей Казимира III определил план Главной площади города, длиной 195 метров. Первой ратушей Казимежа стало деревянное здание. В 1414 году началось строительство каменного здания ратуши. До нашего времени сохранились фрагменты этого здания в подвале и на первом этаже. В 1528 году ратуша была перестроена в барочном стиле. В 1557 году к зданию был пристроен северный вход и башня с конической крышей. В 1619—1620 годах здание было вновь перестроено и просуществовало в таком виде до 1875 года. В 1623 году ратуша пострадала от пожара, после чего к зданию был пристроен верхний этаж с различными архитектурными элементами в виде аттика, сохранившимися до нашего времени.
На рубеже XVIII и XIX веков Казимеж вошёл в состав Кракова и потерял статус города, после чего ратуша пришла в плохое состояние. В 1806 году здание ратуши было выставлено на аукцион с последующими планами его разрушения. Во время Вольного города Кракова (1815—1846 гг.) Главная площадь Казимежа была расширена, в результате чего она приобрела современный вид и стала называться площадью Вольницы. В 1829 году ратуша была перестроена и в ней стала размещаться ремесленно-торговая школа. Со второй половины XIX века здание было передано казимерской еврейской общине и в нём стала действовать начальная еврейская школа. В 1875—1876 годах здание было вновь перестроено по проекту польского архитектора Стефана Жолдани. В это время к зданию был пристроен южный вход в псевдо-барочном стиле.
C 1947 года в Казимерской ратуше стал располагаться краковский Этнографический музей. С 1962—1966 годах происходила реставрация здания, во время которой внешний вид был максимально приведён к первоначальному виду. В это время на верхней части ратуши на восточной стороне по проекту польского художника Вацлава Таранчевского были размещены фризы с элементами сграффито.
16 октября 1965 года здание было внесено в реестр памятников культуры Малопольского воеводства (№ А-99).
В 1996 году на восточной стороне здания была установлена мемориальная доска авторства Генрика Гохмана в память о Казимире III, который разрешил евреям селиться в Польше. Подобная мемориальная доска была установлена в 1906 году на северной стороне здания и была снята со здания в 1939 году во время немецкой оккупации Кракова.